# Bình Tâm
Bình Tâm là một xã thuộc thành phố Tân An, tỉnh Long An, Việt Nam.

## Địa lý
Xã Bình Tâm nằm ở phía đông nam thành phố Tân An, có vị trí địa lý:
- Phía đông và phía nam giáp huyện Châu Thành
- Phía tây giáp Phường 3 và Phường 7
- Phía bắc giáp Phường 5 và xã Nhơn Thạnh Trung qua sông Vàm Cỏ Tây.

Xã Bình Tâm có diện tích 5,92 km², dân số năm 2022 là 7.271 người, mật độ dân số đạt 1.228 người/km².

## Hành chính
Xã Bình Tâm được chia thành 5 ấp: 1, 2, 3 4, Bình Nam.

## Lịch sử
Sau năm 1975, Bình Tâm là một xã thuộc huyện Châu Thành.
Ngày 11 tháng 3 năm 1977, Hội đồng Chính phủ ban hành Quyết định số 54-CP về việc thành lập huyện Tân Châu trên cơ sở huyện Tân Trụ và huyện Châu Thành. Khi đó, xã Bình Tâm thuộc huyện Tân Châu.
Ngày 19 tháng 9 năm 1980, Hội đồng Chính phủ ban hành Quyết định số 298-CP về việc đổi tên huyện Tân Châu thành huyện Vàm Cỏ. Khi đó, xã Bình Tâm thuộc huyện Vàm Cỏ.
Ngày 14 tháng 1 năm 1983, Hội đồng Bộ trưởng ban hành Quyết định số 05-HĐBT về việc sáp nhập xã Bình Tâm thuộc huyện Vàm Cỏ vào thị xã Tân An.
Ngày 19 tháng 6 năm 2006, Chính phủ ban hành Nghị định số 60/2006/NĐ-CP về việc thành lập Phường 7 trên cơ sở điều chỉnh 45,65 ha diện tích tự nhiên và 343 người của xã Bình Tâm.
Sau khi điều chỉnh địa giới hành chính, xã Bình Tâm còn lại 595,64 ha diện tích tự nhiên và 4.136 người.
Ngày 24 tháng 8 năm 2009, Chính phủ ban hành Nghị quyết số 38/NQ-CP về việc thành lập thành phố Tân An thuộc tỉnh Long An. Xã Bình Tâm trực thuộc thành phố Tân An.

## Kinh tế
Kinh tế của xã chủ yếu là nông nghiệp, xã có tỉnh lộ 827A và tỉnh lộ 827B (Nguyễn Thông) là trục đường chính đi ngang qua trung tâm xã, tạo thuận lợi cho sự phát triển về giao thông, kinh tế của địa phương với các địa bàn xung quanh. Phía bắc có sông Vàm Cỏ Tây, là ranh địa giới hành chánh tự nhiên của xã dài khoảng 1,5 km, địa hình tương đối bằng phẳng, mật độ dân cư tập trung ven sông tương đối dầy.